# Козлов Марк Олександрович
Марк Олександрович Козлов (нар. 1902, село Кухарево Духовщинського повіту Смоленської губернії, тепер Ярцевського району Смоленської області, Російська Федерація — 1983, місто Москва) — радянський військовий діяч, генерал-лейтенант, начальник Військово-політичної академії імені Леніна. Депутат Верховної Ради УРСР 2-го скликання.

## Біографія
Народився в селянській родині. На військовій службі з 1920 року. Учасник громадянської війни в Росії.
Член РКП(б) з 1924 року. Закінчив Військово-політичну академію імені Леніна.
У 1941 році служив начальником Полтавського військово-політичного училища. На початку німецько-радянської війни — начальник політичного управління Центрального фронту. З вересня 1941 року до кінця війни — член Військової ради 13-ї армії. Учасник Курської битви.
Після війни — на керівній військово-політичній роботі. У 1950—1957 роках очолював Військово-політичну академію імені Леніна у Москві.

## Військові звання
- бригадний комісар (28.04.1940)
- генерал-майор (6.12.1942)
- генерал-лейтенант (27.06.1945)

## Нагороди
- три ордени Леніна (1.04.1943, 25.05.1945, 1945)
- п'ять орденів Червоного Прапора (27.03.1942, 27.08.1943, 10.01.1944, 3.11.1944, 1950)
- орден Богдана Хмельницького I ступеня (11.08.1944)
- орден Суворова II ступеня (6.04.1945)
- орден «Хрест Грюнвальду» III ст (Польська Народна Республіка)
- «Військовий Хрест» (Чехословацька Соціалісттична Республіка)
- орден Червоного Прапора (Монгольська Народна Республіка)
- медалі у тому числі:
  - «XX років Робітничо-Селянської Червоної Армії»
  - «За Перемогу над Німеччиною у Великій Вітчизняній війні 1941—1945 рр.»
  - «За взяття Берліна»
  - «За звільнення Праги»
  - «Ветеран Збройних Сил СРСР»